# Radulph van Coggeshall
Radulph van Coggeshall (- bij Essex, 1224), ook Radulph of Coggeshall of (modern Engels) Ralph of Coggeshall genoemd, was een Engels cisterciënzer, abt en kroniekschrijver.
Radulph was van 1207 tot 1218 de 6e abt van Coggeshall Abbey in Essex. Over zijn leven en werken is amper iets geweten. Zijn enige bewaard gebleven werk, Chronicon Anglicanum, behandelt de periode van 1066 tot 1224. Veel van zijn informatie ontving Radulph van een zekere Gervais of Tilbury, dewelke mogelijk zijn mede-auteur was tijdens Radulphs laatste levensjaren. Het boek begint met de beschrijving van de Normandische verovering van Engeland en vertelt hierna uitvoerig over de Derde Kruistocht. Tot zijn bekendste vertellingen behoort onder andere de anekdote over de groene kinderen van Woolpit. Radulphs werk werd voor het eerst uitgegeven door Robert Anstruther in diens boek Radulphi Nigri chronicon ab initio mundi ad A.D. 1199 uit 1851 en vervolgens door Joseph Stevenson onder de titel Radulphi de Coggeshall chronicon Anglicanum in 1875.

## Werk
- Chronicon Anglicanum in drie hoofdstukken, waarschijnlijk rond 1224 voltooid.